# Walerij Iwaschtschenko

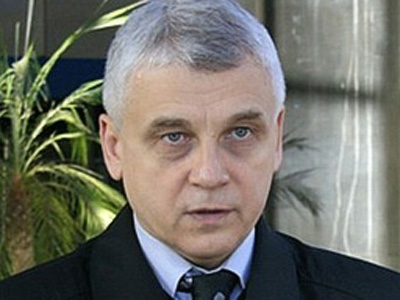
Walerij Iwaschtschenko (2015)

Walerij Wolodymyrowitsch Iwaschtschenko (ukrainisch Вале́рій Володи́мирович Іва́щенко; * 30. Juli 1956 in Saporischschja, Ukrainische SSR) ist ein ukrainischer Politiker. Er war von Oktober 2007 bis Juni 2009 stellvertretender Verteidigungsminister und vom 5. Juni 2009 bis 11. März 2010 amtierender Verteidigungsminister des Landes.
Iwaschtschenko absolvierte ein Ingenieurstudium an der Moschaiski-Akademie für Militärraumfahrt in Leningrad. Seine Dienstzeit in der Sowjetarmee absolvierte er unter anderem am Kosmodrom Baikonur. Seit 1993 war er im Verteidigungsministerium der Ukraine beschäftigt. 2005 ernannte ihn Präsident Wiktor Juschtschenko zum stellvertretenden Leiter der Abteilung Sicherheits- und Verteidigungspolitik des ukrainischen Präsidialamtes. 2007 wurde Iwaschtschenko zum stellvertretenden Verteidigungsminister ernannt. Nachdem Minister Jurij Jechanurow am 5. Juni 2009 vom ukrainischen Parlament seines Amtes enthoben wurde, amtierte Iwaschtschenko bis zum März 2010 als Verteidigungsminister.
Im August 2010 wurde Iwaschtschenko festgenommen. Die ukrainische Militärstaatsanwaltschaft warf ihm Amtsmissbrauch im Zusammenhang mit der Sanierung eines staatlichen Schiffsreparaturwerks in Feodossija vor. Am 12. April 2012 wurde er durch ein Bezirksgericht in Kiew zu fünf Jahren Freiheitsentzug verurteilt. Die USA und die Europäische Union kritisierten das Urteil und sprachen von „selektiver Justiz“. Eine Mission des Europäischen Parlaments unter Führung des ehemaligen polnischen Präsidenten Aleksander Kwaśniewski hatte im Sommer 2012 mehrere Prozesse und Strafurteile in der Ukraine (unter anderem gegen Iwaschtschenko sowie gegen Julija Tymoschenko und Jurij Luzenko) untersucht und dabei scharfe Kritik an der ukrainischen Justiz geübt. Am 14. August 2012 milderte eine Berufungsinstanz Iwaschtschenkos Strafe in eine einjährige Haftstrafe ab, welche zur Bewährung ausgesetzt wurde. 
Iwaschtschenko setzte sich nach Dänemark ab, im Februar 2013 erklärte er, die dänische Regierung habe ihm und seiner Ehefrau Politisches Asyl gewährt.